# Alfred Kelbassa
Alfred Kelbassa (Gelsenkirchen, 21 de abril de 1925 - 11 de agosto de 1988) foi um futebolista alemão que atuava como atacante.

## Carreira
Alfred Kelbassa fez parte do elenco da Seleção Alemã de Futebol, na Copa do Mundo de 1958. 